# Pseudotalara chrysippa
Pseudotalara chrysippa är en fjärilsart som beskrevs av Druce 1885. Pseudotalara chrysippa ingår i släktet Pseudotalara och familjen spinnmalar. Inga underarter finns listade i Catalogue of Life.